# Caligo minor
Caligo minor är en fjärilsart som beskrevs av William James Kaye 1904. Caligo minor ingår i släktet Caligo och familjen praktfjärilar. Inga underarter finns listade i Catalogue of Life.